# Concert du nouvel an 1986 à Vienne
Le concert du nouvel an 1986 de l'orchestre philharmonique de Vienne, qui a ieu le 1er janvier 1986, est le 46e concert du nouvel an donné au Musikverein, à Vienne, en Autriche. Il est dirigé pour la septième fois consécutive par le chef d'orchestre américain Lorin Maazel.
Johann Strauss II y est toujours le compositeur principal, mais son frère Josef est représenté avec trois pièces et leur père Johann présente une seconde œuvre en plus de sa célèbre Marche de Radetzky qui clôt le concert. Par ailleurs, Franz von Suppé est de retour au programme après deux ans.
Pour la première fois depuis cinq ans, aucune nouvelle pièce n'est jouée au concert du nouvel an.

## Programme

### Première partie

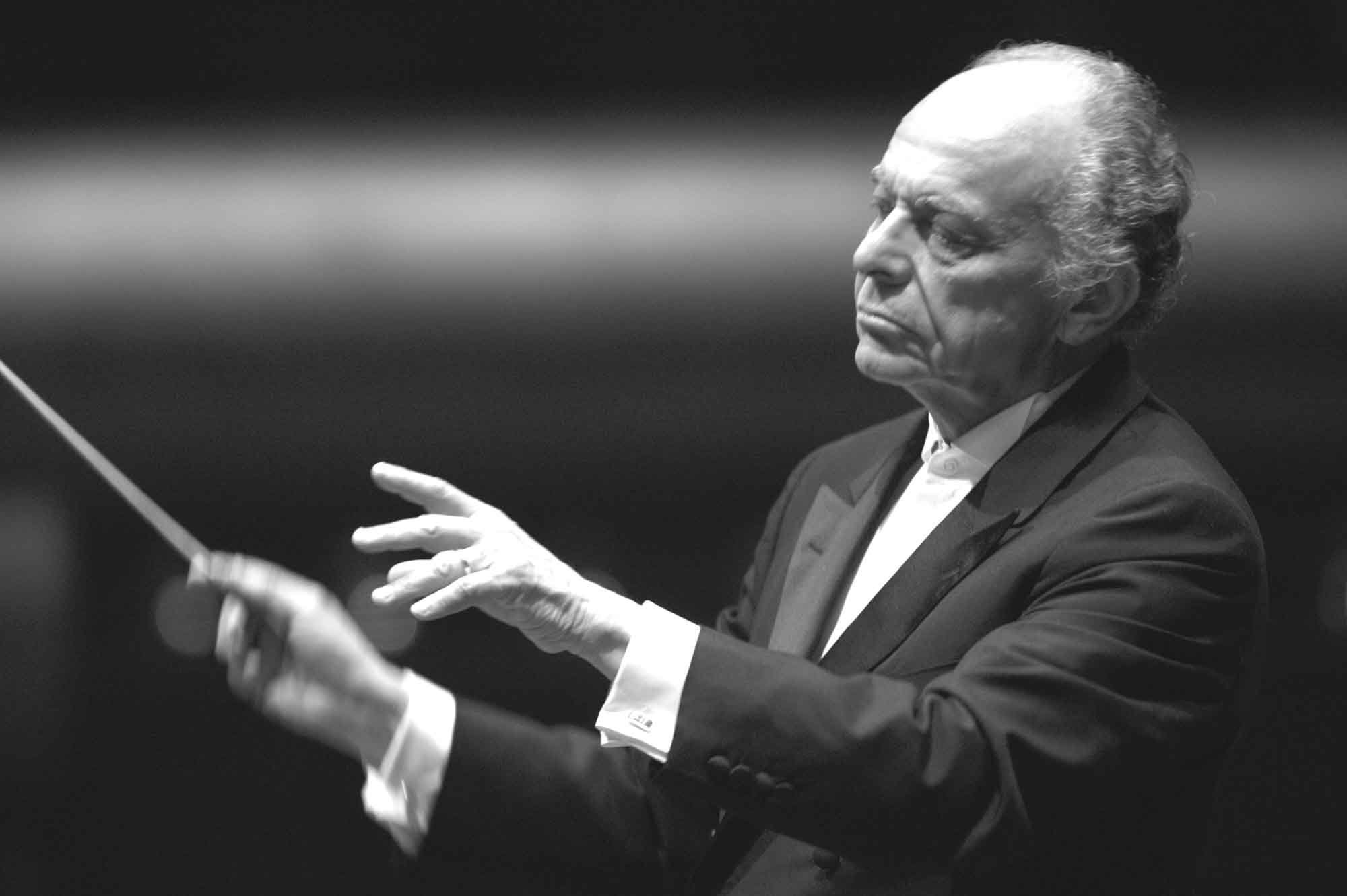
Lorin Maazel (en 2003)

1. Johann Strauss II : ouverture de l'opérette Waldmeister
2. Johann Strauss II : Stadt und Land, polka-mazurka, op. 322
3. Johann Strauss : Sperl-Galopp, galop, op. 42
4. Johann Strauss II : Wein, Weib und Gesang, valse, op. 333
5. Johann Strauss II :  So ängstlich sind wir nicht!, polka rapide, op. 413

### Deuxième partie
1. Franz von Suppé : ouverture de l'opérette Die schöne Galathée
2. Josef Strauss : Die Libelle, polka-mazurka, op. 204
3. Josef Strauss : Dorfschwalben aus Österreich, valse, op. 164
4. Josef Strauss : Plappermäulchen, polka rapide, op. 245
5. Johann Strauss II : Stürmisch in Lieb’ und Tanz, polka rapide, op. 393
6. Johann Strauss II : Künstlerleben, valse, op. 316
7. Johann Strauss II : Marche égyptienne, marche, op. 335
8. Johann Strauss II : Leichtes Blut, polka rapide, op. 319

### Rappels
1. Johann Strauss II : Éljen a Magyar!, polka rapide, op. 332
2. Johann Strauss II : Le Beau Danube bleu, valse, op. 314
3. Johann Strauss : Marche de Radetzky, marche, op. 228